# هری های
هری های (انگلیسی: Harry Hay؛ ۷ آوریل ۱۹۱۲ – ۲۴ اکتبر ۲۰۰۲ (aged ۹۰)) یک هنرپیشه اهل ایالات متحده آمریکا بود.